# Hubert Jänsch
Hubert Jänsch (* September 1951) ist ein deutscher Segelkunstflieger und fünffacher deutscher Meister.

## Leben
Hubert Ludwig Jänsch wurde 1951 in Delbrück geboren und begleitete seinen Vater schon als Kind zum ostwestfälischen Flugplatz Bad Lippspringe der bis 1955 Heimat der Luftsportgemeinschaft Paderborn war. Nachdem ein Flugverbot durch die British Army Germany ausgesprochen wurde, zog der Verein auf das Gelände des Flugplatzes Paderborn-Mönkeloh um, wo Hubert Jänsch im Alter von 14 Jahren seine Segelflugausbildung begann.
Nach Lehrjahren als Werkzeugmacher und Offizierslaufbahn in der Bundeswehr wurde Hubert Jänsch Ende der 70er Jahre Fluglehrer an der Segelflugschule Oerlinghausen.
Zeitgleich mit dem Kauf seiner Lo 100 Zwergreiher erwarb er 1972 die Segelkunstfluglizenz. Ein paar Jahre später folgte die Gründung des „Kunstflugteam Zwergreiher“ zusammen mit seinem Fluglehrer-Kollegen und Freund, Dieter Wasserkordt, der ebenfalls eine Lo 100 besaß.
Nach ersten Versuchen mit zwei ASK 21 perfektionierten Jänsch und Wasserkordt mit ihren beiden Lo 100 die Vorführung des sogenannten „Spiegelflug“ – eines Formationsflugs, bei dem die beiden Flugzeuge zuerst in einem Doppel-F-Schlepp hochgezogen wurden und Jänsch in Rückenfluglage die Kunstflugfiguren seines Partners synchron „spiegelte“. An den Tragflächen angebrachte Rauchpatronen zeichneten die Figuren am Himmel nach.
Von 1979 bis 1995 folgten aufgrund hoher Nachfrage insgesamt 300 Spiegelflug-Vorführungen auf nationalen und internationalen Flugshows in Deutschland, Belgien, Niederlande, Spanien und Italien. Jänsch und Wasserkordt legten im Doppelschlepp insgesamt 18.770 km zurück.
Beruflich erweiterte Jänsch seine Tätigkeit als Flugunfallprüfer der Bundesstelle für Flugunfalluntersuchung in Braunschweig, sowie als Prüfer Klasse 3 für Luftfahrtgeräte beim Luftfahrt-Bundesamt und bis zum Renteneintritt als Flugprüfer (Flightexaminer) der Bezirksregierung Düsseldorf im Dezernat Luftfahrt. Auch arbeitete er von 1993 bis 2012 weiterhin als Fluglehrer bei der Fliegerschule Wasserkuppe. Jänsch erreichte über 35.000 Starts und über 13.000 Flugstunden.
Hubert Jänsch lebt heute im Sauerland und hat eine Frau und eine Tochter.

## Flugzeug

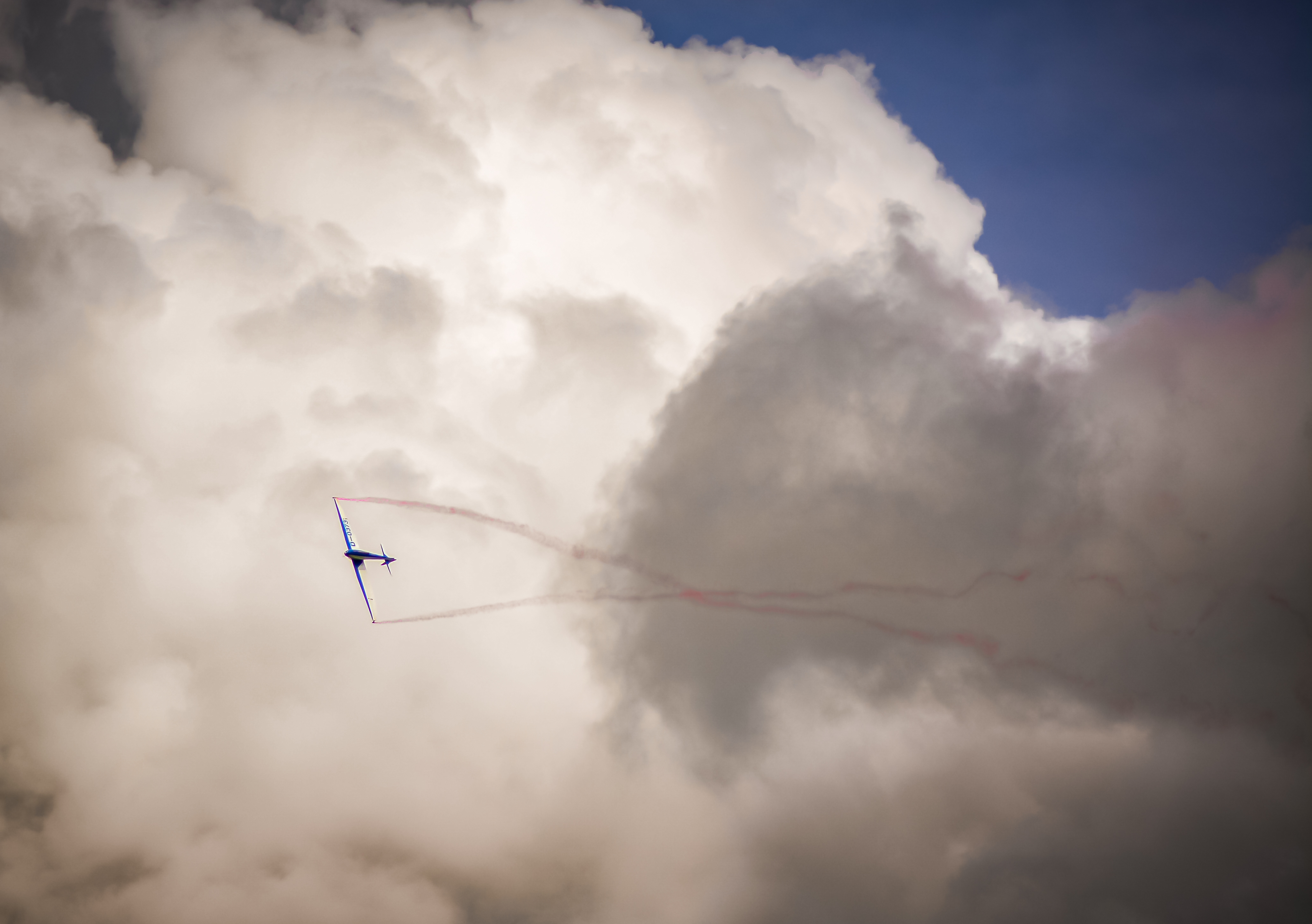

Die Lo 100 Zwergreiher von Hubert Jänsch wurde im Jahr 1955 gebaut.
Die blauweiße Lackierung und das Fächermuster der Tragflächen bilden einen einmaligen Kontrast am Himmel. Die geringe Größe und die niedrige Flächenbelastung machen die Lo 100 äußerst wendig, wodurch der Flugzeugtyp zum besten Segelkunstflugzeug seiner Zeit wurde.
Hubert Jänschs Lo 100 blieb im Familienbesitz, als er sie 2022 an seine Tochter übergab.

## Sportliche Leistungen
Jänsch war Mitglied der Segelkunstflugnationalmannschaft und nahm mit der Lo 100 an zahlreichen sportlichen Wettbewerben teil, unter anderem:

### Deutsche Meisterschaften im Segelkunstflug
| Jahr | Ort             | Rang              |
| ---- | --------------- | ----------------- |
| 1981 | Linkenheim      | Deutscher Meister |
| 1987 | Paderborn       | Deutscher Meister |
| 1990 | Aue Hattorf     | Deutscher Meister |
| 1992 | Anspach, Taunus | Deutscher Meister |
| 1994 | Rudolstadt      | Deutscher Meister |

### Weltmeisterschaften im Segelkunstflug
| Jahr | Ort                     | Rang                                    |
| ---- | ----------------------- | --------------------------------------- |
| 1987 | Bielsko Biala, Polen    | Vizeweltmeister                         |
| 1989 | Hockenheim, Deutschland | 3. Platz; Gesamtwertung Vizeweltmeister |
| 1991 | Zielona Góra, Polen     | Vizeweltmeister                         |

### Internationaler Segelkunstflugwettbewerb Hockenheim 1989
| Jahr | Ort        | Rang     |
| ---- | ---------- | -------- |
| 1989 | Hockenheim | 1. Platz |

## Sonstiges
Bei der Deutschen Meisterschaft 1989 in Paderborn kam es zu einem Zwischenfall durch den Bruch eines Querruder-Umlenkhebels und darauffolgendem Ruderflattern, der aber glimpflich ausging.
Jänsch konstruierte 1980 einen Transportanhänger, passend für zwei Lo 100, der mehrfach kopiert und nachgebaut wurde.
Anfang der 90er Jahre widmete Jänsch sich mehr dem Motorkunstflug und wurde als Prüfer und Lehrer zu diversen Lehrgängen unter anderem in Vrchlabi, Tschechien eingeladen.